# Ayya Khema
Ni sư Ayya Khema (25 tháng 8 năm 1923 – tháng 2 năm 1997) là một giảng sư người Đức gốc Do Thái và rất tích cực trong việc tạo điều kiện cho nữ giới thực hành Phật giáo, Bà đã sáng lập nhiều trung tâm Phật giáo khắp nơi trên thế giới. Năm 1987, Bà phối hợp với Hội Phụ Nữ Phật giáo Quốc tế Sakyadhita. Hơn hai mươi quyển sách của Bà đã được tập hợp từ các buổi thuyết pháp bằng tiếng Anh và tiếng Đức đã được xuất bản, và trong những năm cuối đời Bà đã viết quyển tự truyện của chính mính: Quà Tặng Cuộc Sống.